# Instytut Przemysłu Organicznego
Sieć Badawcza Łukasiewicz – Instytut Przemysłu Organicznego – polski, państwowy instytut badawczy z siedzibą w Warszawie istniejący od stycznia 1958 roku.

## Historia
Historia Sieć Badawcza Łukasiewicz – Instytutu Przemysłu Organicznego (Łukasiewicz – IPO) sięga roku 1947, w którym w ramach Głównego Instytutu Mechaniki utworzono Instytut Materiałów Wybuchowych.
W roku 1951 Prezydium Rządu poleciło Ministrowi Przemysłu Chemicznego zorganizowanie branżowych instytutów w celu zintegrowania rozproszonych laboratoriów badawczych i koncentracji kadry naukowej. Z dniem 1 stycznia 1952 roku, powstał Instytut Chemii Stosowanej (IChS), który utworzono na bazie ww. Instytutu Materiałów Wybuchowych (po wydzieleniu z Głównego Instytutu Mechaniki).
Prace nowo powstałego instytutu nakierowane były na potrzeby przemysłu materiałów wybuchowych.
1 stycznia 1952 roku powołany został także Instytut Barwników i Półproduktów (IBiP), który został utworzony przez wydzielenie niektórych zespołów kadrowych z ówczesnego Głównego Instytutu Chemii Przemysłowej, Politechniki Warszawskiej oraz z terenowych zespołów zamiejscowych. 1 stycznia 1958 roku na podstawie Uchwały Rady Ministrów z dnia 30 października 1957 roku dotyczącej połączenia IBiP z IChS utworzony został Instytut Przemysłu Organicznego (IPO), początkowo jako placówka naukowo-badawcza Ministerstwa Przemysłu Chemicznego podległa Zjednoczeniu Przemysłu Organicznego „Erg”, a później po zmianach – Zjednoczeniu Przemysłu Organicznego „Organika”.
Od 1 kwietnia 2019 roku Instytut należy do Sieci Badawczej Łukasiewicz i działa pod obecną nazwą Sieć Badawcza Łukasiewicz – Instytut Przemysłu Organicznego.

## Działalność
Łukasiewicz – IPO prowadzi badania naukowe i prace badawczo-rozwojowe w obszarach:
- chemia i technologia środków ochrony roślin, preparatów do higieny sanitarnej, środków weterynaryjnych, biocydów, środków pomocniczych, chemikaliów specjalnych i półproduktów,
- chemia i technologia materiałów wysokoenergetycznych, w tym: materiałów wybuchowych, paliw rakietowych, środków pirotechnicznych i strzałowych,
- bezpieczeństwo chemiczne związane z produkcją, obrotem i stosowaniem substancji chemicznych (REACH, GHS) oraz zagrożeń elektrycznością statyczną,
- prac w ramach tzw. „służb publicznych” (dokonywanie urzędowej klasyfikacji i ustalanie warunków dopuszczenia do przewozu kolejowego i drogowego materiałów niebezpiecznych, ocena pod względem bezpieczeństwa materiałów wybuchowych, ocena obiektów przeznaczonych do produkcji i magazynowania materiałów wybuchowych oraz prowadzenie prac związanych z realizacją Konwencji o Zakazie Broni Chemicznej).

Instytut wykonuje badania toksykologiczne, ekotoksykologiczne i fizykochemiczne w związku z rejestracją środków ochrony roślin, farmaceutyków, produktów weterynaryjnych i biobójczych oraz pozostałych chemikaliów.
Łukasiewicz – IPO jako, jeden z niewielu w Europie, jest wytwórcą wzorców pestycydów i ich metabolitów, związków nitrowych, chlorofenoli oraz dodatków do żywności (np. konserwantów, antyutleniaczy, środków słodzących, regulatorów kwasowości itp.). W Instytucie prowadzona jest również produkcja pilotażowa i doświadczalna specjalistycznych substancji chemicznych. Instytut jest jedynym w Europie producentem merkaptanu perchlorometylowego i tiofosgenu. W laboratoriach biologicznych prowadzone są ponadto: ocena nowych związków chemicznych pod kątem ich właściwości pestycydowych, badania aktywności i fitotoksyczności herbicydów, fungicydów, zapraw grzybobójczych, insektycydów, regulatorów wzrostu roślin oraz ocena działania mikrobiocydowego produktów konserwujących.
W Łukasiewicz – IPO wykonuje się badania analityczne chemicznych produktów technicznych, badania pozostałości związków organicznych w materiale roślinnym, żywności itp. oraz część analityczną badań klinicznych w celu oceny biorównoważności leków. Funkcjonujące w instytucie Laboratorium Badania Niebezpiecznych Właściwości Materiałów wykonuje badania związane z bezpieczeństwem chemicznym w zakresie: materiałów wybuchowych, prochów, paliw rakietowych, substancji niebezpiecznych w transporcie i zagrożeń od elektryczności statycznej. Laboratorium jako jedyne w Polsce oraz jedno spośród 12 na skalę międzynarodową zostało uznane przez ONZ za wiodące i pełniące rolę referencyjną dla stosowanych metod badań właściwości niebezpiecznych materiałów.

## Działalność wydawnicza
Sieć Badawcza Łukasiewicz - Instytut Przemysłu Organicznego prowadzi również działalność wydawniczą są to:
- Central European Journal of Energetic Materials (CEJEM)

Jest to recenzowany kwartalnik naukowy o zasięgu międzynarodowym, wydawany w języku angielskim. W czasopiśmie publikowane są zarówno prace teoretyczne, jak i doświadczalne, z różnych światowych ośrodków naukowych, w zakresie chemii, technologii, bezpieczeństwa i zastosowania materiałów wybuchowych w wojsku, górnictwie, inżynierii materiałowej itp. Publikowane są prace oryginalne i przeglądowe.
- Materiały Wysokoenergetyczne/High-energetic Materials

Jest to rocznik wydawany w językach polskim i angielskim, w którym publikowane są prace głównie prezentowane podczas corocznych Międzynarodowych Konferencji Naukowych „IPOEX”. Misją czasopisma jest łączenie środowisk zajmujących się materiałami wybuchowymi od strony teoretycznej, praktycznej, laboratoryjnej i przemysłowej.